# Bo Lindgren
Bo Waldemar Lindgren (Lidingö, 26 febbraio 1927 – Lidingö, 4 giugno 2011) è stato un compositore di scacchi svedese.
A partire dal 1942 ha composto più di 500 problemi di tutti i generi, e una ventina di studi. Ha ottenuto oltre un centinaio di premiazioni e distinzioni, tra cui 40 primi premi.   
Nel 1966 è stato nominato dalla FIDE, tramite la PCCC (Permanent Commission for Chess Composition) Arbitro Internazionale della composizione, e nel 1980 ha ottenuto il titolo di Grande Maestro della composizione. 
Dal 1952 al 1957 è stato redattore della sezione problemistica della rivista svedese Skakbladet e dal 1966 ha collaborato alla rivista Stella Polaris, organo del gruppo di problemisti nordici di Danimarca, Finlandia, Norvegia e Svezia. 
Lindgren ha composto la maggior parte dei suoi lavori seguendo lo stile della scuola boema di composizione. 
È figlio di Frithiof Lindgren (1897-1957), anch'egli problemista e studista, compositore di circa 600 problemi e Arbitro Internazionale della composizione.